# 特徵文字
特徵文字指字符的形状不是任意的，而是将其所表示的音素的语音特征编入其形状之中之語文系統。

## 詞源
特徵一词由英國人杰弗里·桑普森（Geoffrey Sampson）為描述朝鮮語中的諺文:120以及皮特曼速记法:40而引入。

## 出現
字母史中，所有特徵文字均為人為發明（包括諺文）而非自然產生。

## 例子
韓文中的諺文就是特徵文字之一，其部分字母由口腔中舌頭之位置演變而成，可達到提示發音之效果，例如「ㄴ」是表示舌尖頂住上顎而發出之鼻音。

## 列表

### 自然语言
- 加拿大原住民音節文字
- 諺文（韓文）

### 人工语言
- 格雷格速记（英语：Gregg shorthand）
- 杜普雷嚴速記（英语：Duployan shorthand）
- 蕭伯納字母
- 精靈語字母（由小說家、《魔戒》作者J·R·R·托爾金所創製的架空文字）
- 可視語言（一種語音字母）

### 有限特徵語言
其他的字母也有有限的「特徵」成分。許多使用拉丁字母的語言使用附加符號，這些带附加符号的字母常常被看作單獨的字母。例如：
- 波蘭語字母中輔音的硬顎音包含銳音符。
- 現代土耳其語字母在元音上標上一兩點來表示前元音。
- 日本語中的假名音節表用濁點表示清濁音。
- 國際音標（IPA）中也有部分特徵成分，比如在字母下面向左拐的「鉤」表示閉塞音，ɓ ɗ ʄ ɠ ʛ，向右拐的表示捲舌音，ʈ ɖ ʂ ʐ ɳ ɻ ɽ ɭ。國際音標中的附加符号也同樣有「特徵文字」之功能。
- 傈僳語所使用的老傈僳文將表示不送氣音的字母P/p/，T/t/，F/ts/，C/tʃ/以及K /k/ 旋轉180度來表示送氣音。